# 哈米什·特恩布尔
哈米什·特恩布尔（英語：Hamish Turnbull，1999年7月13日—），英国男子自行车运动员，2022年欧洲场地自行车锦标赛男子团体竞速赛铜牌得主、2022年世界场地自行车锦标赛男子团体竞速赛铜牌得主、2023年欧洲场地自行车锦标赛男子团体竞速赛银牌得主。